# Jesús del Amo Castellano
Jesús del Amo Castellano (Pulianas, Granada, España, 25 de mayo de 1999) es un futbolista español que juega en la posición de defensa central. Actualmente juega en el Real Jaén de la Segunda Federación de España.

## Trayectoria
Jesús se formó en las categorías inferiores del Granada CF y en 2013 con 14 años ingresó en La Masía, para formar parte del equipo infantil del FC Barcelona. Tras tres temporadas en la cantera del FC Barcelona, en 2016 firma por el Villarreal CF para formar parte de su equipo juvenil.
Tras acabar su etapa juvenil en el Villarreal CF, en la temporada 2018-19 juega en el CD Roda de la Tercera División de España, club afiliado al conjunto castellonense.
En la temporada 2019-20, regresa a Granada para jugar en el Club Deportivo Huétor Vega de la Tercera División de España.
En la temporada 2020-21, firma por el Club Deportivo Calahorra "B" del Grupo XVI de la Tercera División de España, donde disputa 18 encuentros en los que anota tres goles.
El 23 de julio de 2021, firma por el Atlético Mancha Real de la Segunda División RFEF, con el que disputa 16 partidos oficiales y 960 minutos sobre el terreno de juego.
El 21 de enero de 2022, firma por el Asteras Vlachioti de la Segunda Superliga de Grecia, hasta el mes de junio de 2023.
El 10 de julio de 2022 el Real Jaén anuncia su fichaje para jugar en la Tercera Federación en la temporada 2022-2023.
Tras no renovar con el conjunto jienense, en julio de 2023 se hace oficial su vinculación por una temporada, con el club asturiano de la Segunda Federación, del Real Avilés
A finales de agosto de 2024, inicia una nueva etapa en el extranjero, tras confirmarse su fichaje por el club canadiense, Atlético Ottawa, que milita en la Canadian Premier League.

## Clubes
| Club                 | País   | Año       |
| -------------------- | ------ | --------- |
| C. D. Roda           | España | 2018-2019 |
| C. D. Huétor Vega    | España | 2019-2020 |
| C. D. Calahorra "B"  | España | 2020-2021 |
| Atlético Mancha Real | España | 2021-2022 |
| Asteras Vlachioti FC | Grecia | 2022-2022 |
| Real Jaén C. F.      | España | 2022-2023 |
| Real Avilés I. C. F. | España | 2023-2024 |
| Atlético Ottawa      | Canadá | 2024-2025 |
| Real Jaén C. F.      | España | 2025-     |